# 今村学郎
今村 学郎（いまむら がくろう、1900年10月14日 - 1982年11月4日）は、日本の地理学者、地形学者、地質学者。

## 経歴
東京府（現・東京都）出身。後に専修大学総長を務めた弁護士、今村力三郎の息子として生まれた。
1927年、東京帝国大学理学部地理学科を卒業。1928年、文部省留学生としてドイツに渡りベルリン大学に学び、翌1929年にはパリ大学に移る。その後、1930年に2か月スウェーデンに滞在し、シベリア経由で帰国。同年、東京文理科大学助教授となった。今村が在職した当時の東京文理科大学地理学教室は、福井英一郎や吉村信吉らもおり、大学の所在地から「大塚の黄金時代」と評された。
今村の研究業績は多岐にわたったが、1933年には「地理学における法則、自然環境の解釈等」をめぐって石田龍次郎と論争し、1937年には『科学』誌上で海岸段丘をめぐって大塚弥之助と論争を展開したほか、氷河地形に関して多様な観点からの業績を残した。1944年、「日本アルプスにおける氷河地形」で理学博士。
終戦後、占領期にはGHQに勤務。1952年の国際地理学会議には、駐留軍情報部地理課所属として参加した。後に教壇に復帰し、専修大学に教員として勤めた。
また、日本第四紀学会の創設（1956年）に参画した。

## 人物
英語、ドイツ語、フランス語、スウェーデン語に通じていた。
山本荘毅は、今村について「すばらしい学者」であったとした上で、「しかし、性格的に一般人とは相容れぬものがあり、孤高の存在であった」と評した。竹内啓一は、今村が「強い個性」をもっており、しばしば否定的に言及される存在であったことを指摘しながら「日本のアカデミー地理学の形成と発展の過程において大きな影響力をもったことを否定することはできない」と述べている。
今村の墓は、父今村力三郎と同所で、多磨霊園にある。

## おもな著書
- 今村学郎『自然関係諸論』岩波書店〈岩波講座地理学〉、1932年、61頁。
- 今村学郎『日本アルプスと氷期の氷河』岩波書店、1940年、162頁。